# Filmåret 2006

## Händelser

### Januari
- 13 januari – Svensk biopremiär för filmen Whisky av Juan Pablo Rebella och Pablo Stoll.

### September
- 30 september – Anita Ekberg har fyllt 75 och firar sin födelseårsdag i Sverige och inte Italien, och bjuds på lunch av svenske handelsministern Leif Pagrotsky, som menar att hon är viktig för Sveriges anseende utomlands.[1]

## Årets filmer

### Siffra (1,2,3...) eller specialtecken (@,$,?...)
- 7 miljonärer
- 9/11: Press for Truth
- 16 Blocks
- 1200 miljarder

### A - G
- A Dog's Breakfast
- A Few Days in September
- A Guide to Recognizing Your Saints
- A Scanner Darkly
- Accepted
- Agent 117: Uppdrag i Kairo
- Aldrig som första gången!
- The Alibi
- Alice och jag
- All the Boys Love Mandy Lane
- Alla mår bra
- American Dreamz
- American Pie Presents: The Naked Mile
- Apocalypto
- Aquamarine
- Arthur och Minimojerna
- Asterix och vikingarna
- The Astronaut Farmer
- Att göra en pudel
- Att återvända
- Attack Force
- Babas bilar
- Babel
- Bambi 2
- Bandidas
- Basic Instinct 2
- Beck – Advokaten
- Beck – Skarpt läge
- Beerfest
- Behind Enemy Lines II: Axis of Evil
- Behind the Mask (ALF)
- Belle Toujours
- The Benchwarmers
- Berusningsstudie 2:3
- Berätta inte för någon
- Big Mommas hus 2
- Bilar
- Björnbröder 2
- Blood Diamond
- Blood Rayne
- Bluffen
- Bobby
- Bondgård
- Boog & Elliot - Vilda vänner
- Borat
- Bortspolad
- Bottoms Up
- The Break-Up
- Breaking and Entering
- The Bridge
- Bring It On: All or Nothing
- Broken Bridges
- Busgirl
- The Butterfly Effect 2
- Börn
- Candy
- Capote - en iskall mordgåta
- Captain Alatriste
- Casino Royale[2]
- Catch a Fire
- Children of Men
- Civic Duty
- Clerks II
- Click
- Cloud Nine
- Cocaine Cowboys
- Container
- The Contract
- Crank
- Crazy Eights
- Creepshow III
- Da Vinci-koden
- Dansande prinsessorna
- The Darwin Awards
- Date Movie
- De andras liv
- Death Note
- Déjà vu
- Den enskilde medborgaren
- Den gyllene blommans förbannelse
- Den innersta kretsen
- Den sista hunden i Rwanda
- Den svarta dahlian
- The Departed
- Desmond & Träskpatraskfällan
- I ondskans våld
- Dhoom 2
- Direktören för det hele
- Djävulen bär Prada
- The Dog Problem
- Dold identitet
- Dom får aldrig mig
- Dreamgirls
- Dresden
- Driving Lessons
- Du & jag
- Du, jag och Dupree
- Efter bröllopet
- Eight Below
- El cantante
- Electroma
- Elementarpartiklar
- Elephants Dream
- Employee of the Month
- En lysande jul
- En obekväm sanning
- En såpa
- Enhälligt beslut
- Eragon
- Ett bra år
- The Ex
- Exit
- Facing the Giants
- Factory Girl
- Familj på väg
- The Fall
- Farväl Falkenberg
- The Fast and the Furious: Tokyo Drift
- Fast Food Nation
- Fearless
- Final Destination 3
- Final Fling
- Find Me Guilty
- Firewall
- Flags of Our Fathers
- Flicka
- Flight 93
- Flyboys
- The Fountain
- Free Jimmy
- Freedomland
- Frihetens pris
- Frostbiten
- Funny Money
- Fur
- Furusato Japan
- Förortsungar
- Glory Road
- Good Cop, Bad Cop
- Grandma's Boy
- Gray Matters
- Grilled
- The Grudge 2 - Förbannelsen fortsätter
- The Guardian
- Göta Kanal 2

### H - N
- Half Nelson
- Hammaren och skämtet
- Happy Feet
- Hatchet
- Hemma bäst
- High School Musical
- The Hills Have Eyes
- The Holiday
- Hollywoodland
- Home of the Brave
- The Host
- Hotet inifrån
- I Want Someone to Eat Cheese With
- I'll Always Know What You Did Last Summer
- Ice Age 2
- Idiotrepubliken
- Illusionisten
- In the Name of the King: A Dungeon Siege Tale
- Inang Yaya
- Inga tårar
- Inland Empire
- Inside Man
- Invincible
- Irak - Vargarnas dal
- It Might Get Loud
- Jackass: Number Two
- Jakten på lycka
- Jamies dagbok
- Jindabyne
- John Tucker Must Die
- Jordbrosviten
- Just My Luck
- Kallt byte
- Keillers park
- Kid Svensk
- Kill Your Darlings
- Klimt
- Konsten att gråta i kör
- The Kovak Box
- Krrish
- Kvinnor offside
- Kärlekens slöja
- Kärringen därnere
- Lady in the Water
- Huset vid sjön
- Last Holiday
- The Last King of Scotland
- The Last Kiss
- Legender från Övärlden
- Legosoldaten
- Letters from Iwo Jima
- The Librarian: Return to King Solomon's Mines
- Lilla Jönssonligan & stjärnkuppen
- Lime Salted Love
- Lindansaren
- Little Children
- Little Miss Sunshine
- Live Freaky! Die Freaky!
- Love and Other Disasters
- Lucky Number Slevin
- Långa flacka bollar
- Man of the Year
- Marie Antoinette
- The Marine
- Marvelous
- Material Girls
- Matti
- Mer än bara en Svensson
- Merlin's Return
- Miami Vice
- Micke Dubois - Mycket mer än bara Svullo
- Micke och Molle 2
- Milarepa
- Min frus förste älskare
- Min vän Charlotte
- Miss Potter
- Mission: Impossible III
- Mitt hjärtas Malmö – volym 3 1961-1974
- Mitt super-ex
- Money as Debt
- Monster House
- Mushishi
- Myrmobbaren
- Mästerverket
- Nacho Libre
- Natt på museet
- New York Waiting
- The Night of the White Pants
- Nina's Heavenly Delights
- Notes on a Scandal
- När mörkret faller
- Nördskolan

### O - U
- O Jerusalem
- Offside
- The OH in Ohio
- Om Gud vill
- Om morgondagen vet man aldrig
- Once
- Pans labyrint
- Paprika
- Parfymen: Berättelsen om en mördare
- Paris, je t'aime
- Passagen
- Penelope
- Penny Dreadful
- Pirates of the Caribbean: Död mans kista
- The Planet
- Pledge This!
- Pojkar vill... Killar kan!
- Population 436
- Poseidon
- Pressure
- Prestige
- Puccini for Beginners
- Pucked
- Pulse
- På andra sidan häcken
- The Queen
- Red Road
- Requiem
- Rescue Dawn
- Rika vänner
- The Road to Guantanamo
- Rocky Balboa
- Rosa pantern
- Running Scared
- Sainikudu
- Save the Last Dance 2
- Saw III
- Scary Movie 4
- The Science of Sleep
- Screamers
- See No Evil
- Seraphim Falls
- Severance
- Sex Crimes and the Vatican
- Shadow Man
- The Shaggy Dog
- She's the Man
- SherryBaby
- Shine a Light
- Shortbus
- Sidendräkten
- Sigillet
- Silent Hill
- Sista dagen
- Små mirakel och stora
- Små röda blommor
- Snakes on a Plane
- Snow Cake
- Something New
- Spymate
- Stay Alive
- Step Up
- Stilla natt
- Stormbreaker
- Stranger Than Fiction
- Stuart Little 3: Call of the Wild
- Superman Returns
- Svart bok
- Säg att du älskar mig
- Sök
- Sökarna – Återkomsten
- Take the Lead
- Talladega Nights: The Ballad of Ricky Bobby
- Ten Canoes
- Tenacious D: Världens bästa rockband
- The Texas Chainsaw Massacre: The Beginning
- The thief and the cobbler – recobbled cut
- This Is England
- Time
- Tjocktjuven
- Tom och Jerry - Landkrabbor med morrhår
- Tower Bawher
- Tristan & Isolde
- Trubaduren - med uppenbar känsla för ironi
- Tusenbröder – Återkomsten
- Ultraviolet
- Underbara älskade
- Undercover Hidden Dragon
- United 93

### V - Ö
- V för Vendetta
- Van Veeteren – Fallet G
- Van Veeteren – Moreno och tystnaden
- Van Veeteren – Svalan, Katten, Rosen, Döden
- Varannan vecka
- Venus
- Vikarien
- Vilddjuren
- Vägen till Betlehem
- Värstingarna
- Wallander – Blodsband
- Wallander – Den svaga punkten
- Wallander – Fotografen
- Wallander – Hemligheten
- Wallander – Jokern
- Wallander – Luftslottet
- Wallander – Täckmanteln
- Wedding Daze
- Wellkåmm to Verona
- When a Stranger Calls
- The Wicker Man
- World Trade Center
- Wristcutters: A Love Story
- X-Men 3
- Young Buckethead Vol. 1
- Young Buckethead Vol. 2
- Zamek
- Zoom

## Oscarspriser(i urval)
| Kategori                  | Vinnare                                     |
| ------------------------- | ------------------------------------------- |
| Bästa film                | The Departed                                |
| Bästa regi                | Martin Scorsese (The Departed)              |
| Bästa manliga huvudroll   | Forest Whitaker (The Last King of Scotland) |
| Bästa kvinnliga huvudroll | Helen Mirren (The Queen)                    |
| Bästa manliga biroll      | Alan Arkin (Little Miss Sunshine)           |
| Bästa kvinnliga biroll    | Jennifer Hudson (Dreamgirls)                |
| Bästa utländska film      | De andras liv                               |

För komplett lista se Oscarsgalan 2007.

## Avlidna
- 4 januari – John Hahn-Petersen, 75, dansk skådespelare.
- 14 januari – Shelley Winters, 85, amerikansk skådespelerska.
- 19 januari – Anthony Franciosa, 77, amerikansk skådespelare.
- 24 januari – Chris Penn, 40, amerikansk skådespelare.
- 31 januari – Moira Shearer, 80, brittisk skådespelerska och ballerina.
- 24 februari – Dennis Weaver, 81, amerikansk skådespelare McCloud.
- 25 februari – Darren McGavin, 83, amerikansk skådespelare.
- 1 mars – Jack Wild, 53, brittisk skådespelare.
- 1 mars – Jenny Tamburi, 53, italiensk skådespelare.
- 3 mars – Krzysztof Kołbasiuk, 53, polsk skådespelare.
- 6 mars – Dana Reeve, 44, amerikansk skådespelerska och välgörenhetsorganisatör, Christopher Reeves hustru.
- 7 mars
  - John Junkin, 76, brittisk skådespelare.
  - Gordon Parks, 93, amerikansk filmregissör och fotograf.
- 18 mars – Nelson Dantas, 78, brasiliansk skådespelare.
- 13 mars – Maureen Stapleton, 80, amerikansk skådespelerska.
- 15 mars – Jacques Legras, 82, fransk skådespelare.
- 9 april – Vilgot Sjöman, 81, svensk regissör och författare.
- 22 april – Alida Valli, 84, italiensk skådespelerska.
- 23 april – Chat Silayan, 46, filippinsk skönhetsdrottning och skådespelerska.
- 23 juni – Aaron Spelling, amerikansk film och TV-producent.
- 13 juli – Red Buttons, amerikansk skådespelare.
- 20 september – Sven Nykvist, 83, svensk filmfotograf, manusförfattare och regissör.
- 10 november – Jack Palance, amerikansk skådespelare.
- 20 november – Robert Altman, 81, amerikansk regissör, manusförfattare och producent.
- 12 december – Peter Boyle, 71, amerikansk skådespelare.

### Fotnoter
1. ↑   När Var Hur 2007. DN
2. ↑  IMDB, läst 29 februari 2012